# Скандичи
Скандичи (итал. Scandicci) град је у Италији у регији Тоскана. Према процени из 2010. у граду је живело 50.309 становника.

## Становништво
Према резултатима пописа становништва 2011. у општини је живело 49.765 становника.
| 1931.  | 1936.  | 1951.  | 1961.  | 1971.  | 1981.  | 1991.  | 2001.  | 2011.  |
| ------ | ------ | ------ | ------ | ------ | ------ | ------ | ------ | ------ |
| 14.242 | 14.967 | 15.115 | 18.218 | 47.441 | 54.038 | 53.523 | 50.136 | 49.765 |

## Партнерски градови
- Пантен
- Франкфурт на Одри
- Сарајево